# Jon Lauritz Qvisling
Jon Lauritz Qvisling (født 16. september 1844 i Fyresdal, død 1930) var en norsk præst og historisk forfatter. Han var far til Vidkun Quisling.
Qvisling blev cand. theol. i 1869, og blev herefter ansat somlærer, indtil han i 1876 indtrådte i gejstlig embedsstilling som residerende kapellan til Sandsvær. I 1879 blev han fflyttet til sin fødebygd, hvor mindst fem af hans forfædre havde været præster.
I 1893 blev han residerende kapellan til Strømsø menighed i Drammen. I 1900 blev han udnævnt som sognepræst i Gjerpen og 1901 tillige til provst i Skien, hvor han afsluttede sin gerning i 1917.
Qvisling skrev en del del teologiske skrifter heriblandt; Om Aanderne eller Englene (1890), De hellige Engle (1892), De Besatte (1895), Billeder af Jesu Liv (1896), Djævelen og hans Engle (1897), Jesu Lidelse og Død (1899), Ti Prækener (1904), Mystiske Fænomener i Menneskelivet (1909) og Betragtninger over Højmessetekster (1909). Derudover lavede Qvisling værdifulde bidrag til den norske gejstligheds historie, blandt andet i en stor monografi over Fyresdals Prestegjelds og Presters Historie (1888—90), Prester i øvre Telemarken fra de ældste Tider til omkring 1600 (1902), Gjerpens Prestegjelds og Presters Historie (1904—05), Øvre Telemarkens Historie i det 17. Aarhundrede (1906), Til Øvre Telemarkens Historie i det 18. og 19. Aarhundrede (1908) og Gjerpen, en Bygdebok (1917 ff.). derudover skrev han også flere mindre, genealogiske og kulturhistoriske afhandlinger.